# Felipe IV (Velázquez)

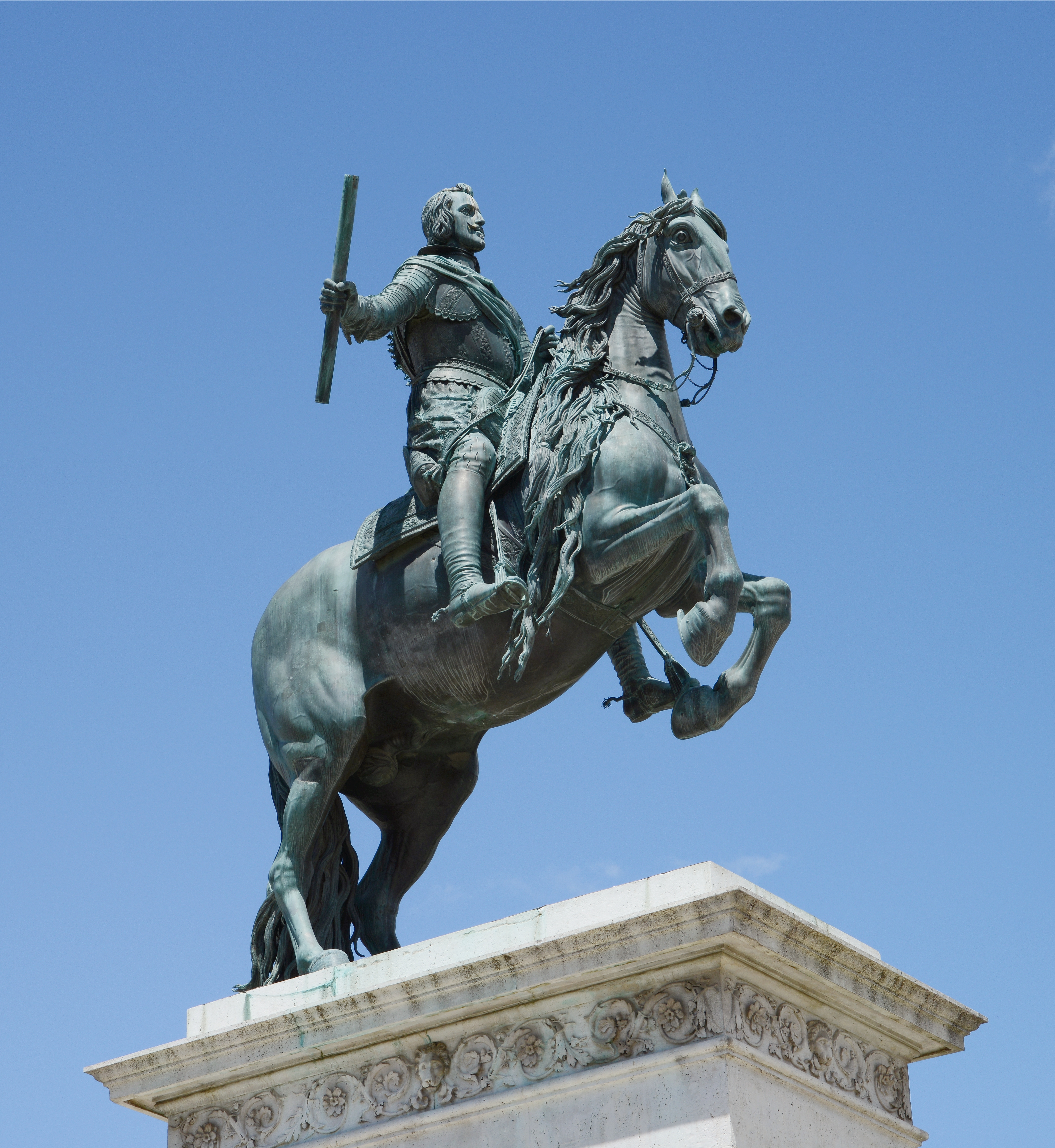
Monumento a Felipe IV, sito en Madrid. Pietro Tacca, su constructor, se inspiró en el retrato ecuestre realizado al rey por Velázquez.

La figura del rey Felipe IV de España (1605-1665) fue objeto de muchas pinturas barrocas del siglo XVII, entre ellos de Peter Paul Rubens. Sin embargo, son especialmente famosas las pinturas que el sevillano Diego Velázquez (1599-1660), hizo del rey y otros personajes de la corte. Tal fama adquirió que fue nombrado pintor de cámara, y —caso único en la historia—, miembro de la Orden de Santiago, que entonces excluía a los pintores y a todo aquel que desempeñase una labor manual.
Pero la más lograda de estas obras, es, sin duda, Las meninas —conocida también por su nombre oficial, La familia de Felipe IV—, donde se retrata una escena típica en la corte de mitad de siglo. En el espejo, se reflejan las figuras del rey y de su segunda esposa, Mariana de Austria. Es la obra más conocida de Velázquez, un símbolo de su trabajo y que, paulatinamente, se ha convertido en una obra maestra del arte español.
No sólo realizó Velázquez retratos a Felipe IV, sino a otros miembros de la corte. La mayoría de los cuadros fueron utilizados para adornar el Palacio del Buen Retiro y, tras la decadencia de este, llevados al Museo del Prado. Los retratados fueron, entre otros, Isabel de Borbón y Médicis, primera reina consorte y su hijo Baltasar Carlos, príncipe de Asturias. También destacan el de Gaspar de Guzmán, conde-duque de Olivares y el de los infantes Carlos y Fernando de Austria, hermanos menores del rey. Pero la cantidad y calidad de los retratos a Felipe IV los convierte en una de las obras más representativas del sevillano.

## Semblanza del rey Felipe IV
«Todas sus acciones y ocupaciones son siempre las mismas y marcha con paso tan igual que, día por día, sabe lo que hará toda su vida (...) Así, las semanas, los meses y los años y todas las partes del día no traen cambio alguno a su régimen de vida, ni le hacen ver nada nuevo; pues al levantarse, según el día que es, sabe qué asuntos tratar y qué placeres gustar. Tiene sus horas para la audiencia extranjera y del país, y para firmar cuanto concierne al despacho de sus asuntos y al empleo de su dinero, para oír misa y para tomar sus comidas, y me han asegurado que, ocurra lo que ocurra, permanece fijo en este modo de obrar (...) Usa de tanta gravedad, que anda y se conduce con el aire de una estatua animada. Los que se acercan aseguran que, cuando le han hablado, no le han visto jamás cambiar de asiento o de postura; que los recibía, los escuchaba y les respondía con el mismo semblante, no habiendo en su cuerpo nada movible salvo los labios y la lengua».
Antoine de Brunel.

Nacido como Felipe de Habsburgo y Austria-Estiria, vino al mundo el 8 de abril de 1605 en Valladolid. Era el primer hijo varón del matrimonio habido entre Felipe III y Margarita de Austria-Estiria. De inmediato fue convertido en Príncipe de Asturias. Ascendió al trono en 1621, tras la muerte de su padre. Su reinado se caracteriza por la decadencia del Imperio español, sublevaciones en Cataluña y Andalucía, pérdida de la corona de Portugal. Las crisis económicas producidas por las guerras acrecentaron aún más el declive español. La hegemonía heredada de su abuelo Felipe II se derrumbó ante el poderío de la Francia de Luis XIV, ante quien Felipe IV se vio doblegado. Murió, cansado de la vida y del gobierno, el 17 de septiembre de 1665, a los sesenta años de edad. Fue el penúltimo rey Habsburgo de España.
Tuvo dos matrimonios y larga descendencia ilegítima —destaca, entre sus hijos bastardos, el futuro valido de Carlos II, Juan José de Austria—, pero solo cuatro de sus hijos legítimos llegaron a la edad adulta. Casó en primeras nupcias con Isabel de Borbón, quien le dio dos hijos: María Teresa de Austria y Baltasar Carlos, a quien pintó Velázquez también —véase El príncipe Baltasar Carlos a caballo—. La muerte de su esposa (1644) y de su hijo (1646) deja al rey profundamente desolado. Decide contraer segundas nupcias con Mariana de Austria, prometida original de su finado heredero. Mariana le dio a Felipe IV cuatro hijos; una mujer (Margarita Teresa) y tres varones (Felipe Próspero, Tomás Carlos y Carlos). De ellos, sólo Margarita y Carlos sobrevivieron a la infancia, pues Felipe Próspero, príncipe de Asturias murió en 1661 y Tomás Carlos dos años antes (1659). Margarita es la infanta retratada por Velázquez en Las meninas, y Carlos sucedió a su padre como Carlos II. Como ascendió al trono siendo apenas un niño de cuatro años, la regencia fue asumida por Mariana, viuda de Felipe. La herencia de éste fue un país lleno de inestabilidad y crisis, lo que sumado a la impotencia del rey —era llamado El hechizado por el conjunto de sus males—, terminó con los Austrias españoles. Antes de morir, el hijo de Felipe IV nombró sucesor a Felipe de Anjou, nieto directo de Luis XIV y por línea femenina de María Teresa, hija de Felipe. Así culminó la historia de los Habsburgo en España.
Felipe IV fue también un mecenas de las artes y las ciencias. De hecho, continuó la época dorada del arte español, que había comenzado con Felipe III. La literatura floreció con Luis de Góngora, Francisco de Quevedo, Lope de Vega y Miguel de Cervantes, quien publicó El ingenioso hidalgo Don Quijote de la Mancha el año del nacimiento de Felipe IV. También la pintura creció, con Francisco de Zurbarán, José de Ribera, Bartolomé Esteban Murillo y el mismo Velázquez. Su mecenazgo contribuyó a llamar la atención de pintores extranjeros, como Peter Paul Rubens, Claudio de Lorena y otros. su colección pictórica incluyó cuadros de Tiziano, Rafael Sanzio y Caravaggio, que hoy se conservan, en su grueso, en el Museo del Prado.

## Sus retratos, por Velázquez

### Felipe IV con coraza

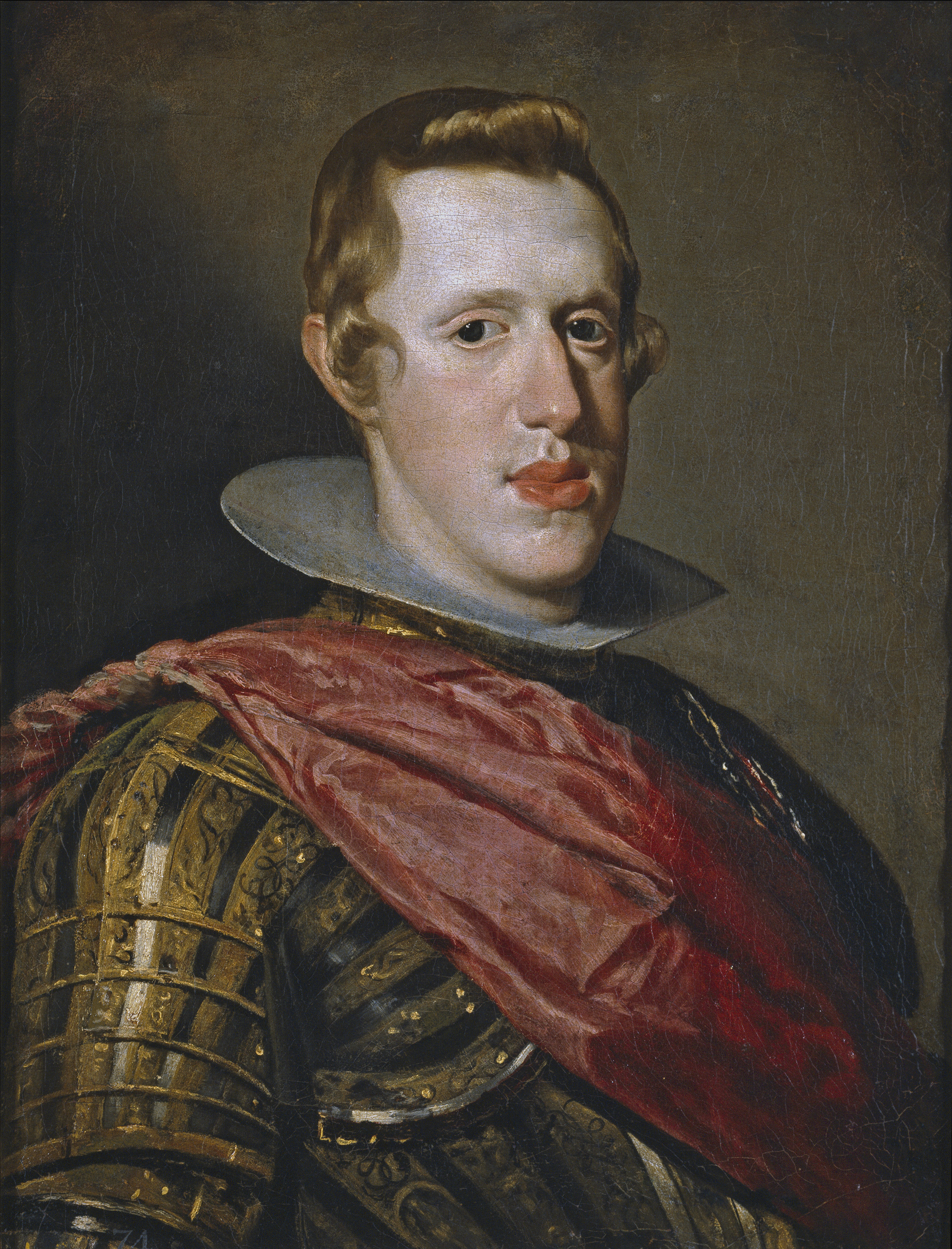
Felipe IV con coraza, de preponderante influencia por Rubens. Tiene rasgos de retrato psicológico, inspirados en Felipe III a caballo.

Es el primer retrato del joven monarca.[cita requerida] Felipe IV pidió a sus cortesanos traer al mejor pintor de la época para que le retratase. El elegido fue un joven sevillano de incipiente carrera, Diego Rodríguez de Silva y Velázquez. Los bocetos presentados por Velázquez al rey fueron de su agrado, y más aún de Isabel de Borbón, reina consorte. Esta, que ejercía poderosa influencia sobre el monarca, contribuyó a que Velázquez fuese nombrado pintor de cámara en los primeros meses de 1623.[cita requerida] Por esa fecha debió haberse realizado la obra, y se ha de terminar antes de 1624, pues en ese año Velázquez realiza otro retrato real. Mide 57 x 44 cm, y se conserva en el Museo del Prado, Madrid.
Los bocetos culminaron en 1625, dando como resultado un retrato ecuestre ubicado en un convento madrileño y que fue sumamente admirado por el pueblo. La representación del rey con armadura y banda de generalísimo encaja en la idea de que puede ser un trozo de tal retrato, destruido en 1734. Sin embargo, falta el sombrero habitual en los cuadros a caballo. La cabeza tiene las formas bien delineadas, no así la banda y la armadura. Se cree que Rubens pudo haber influido en las primeras obras de Velázquez, al mostrarle las principales obras de maestros italianos del siglo XVI como Tiziano, El Veronés y Tintoretto, que por entonces eran las «joyas» del Palacio de Oriente. Gran parte de ellas fueron destruidas con la llegada borbónica a España,[cita requerida] un siglo después. Más Velázquez y sus cuadros reales perduraron, siendo muchas veces influencia para pintores como Louis Michel Van Loo —retratista de Felipe V— o Francisco de Goya, pintor oficial de Carlos IV y Fernando VII.

### Felipe IV con armadura
Se trata de un retrato de cuerpo entero, el único en su género junto a Felipe IV en plata y castaño. Si bien presenta grandes similitudes con los retratos del Prado y del Metropolitan, en especial en la cara, las ropas y la armadura del rey, el entorno que le rodea es aún más avanzado. Por ello, se deduce que data de entre 1631 a 1635, pues de esa época son las correcciones de Velázquez a algunas de sus pinturas, lo que se aprecia en la pierna izquierda del soberano. Éste, de nuevo, muestra una actitud soberbia y prepotente, sobre todo al coger el bastón de mando.
Este es un antecedente del retrato psicológico, que muestra al rey en una pose sugestiva que denota victoria y una pose soberbia. Escultórico, su realismo hace que presente grandes contrastes entre luz y color.
Ha desatado polémica, por ser uno de los cuadros cuya autoría se disputa a Velázquez. Es evidente la influencia de Rubens en el colorido y las telas; posiblemente tenga rasgos anteriores a su primer viaje italiano, justo la época en que el pintor flamenco estaba en Madrid. Las pinceladas de Velázquez son más sueltas ahora, dejando de lado los cuadros sevillanos, influidos por Caravaggio.

### Felipe IV de pie

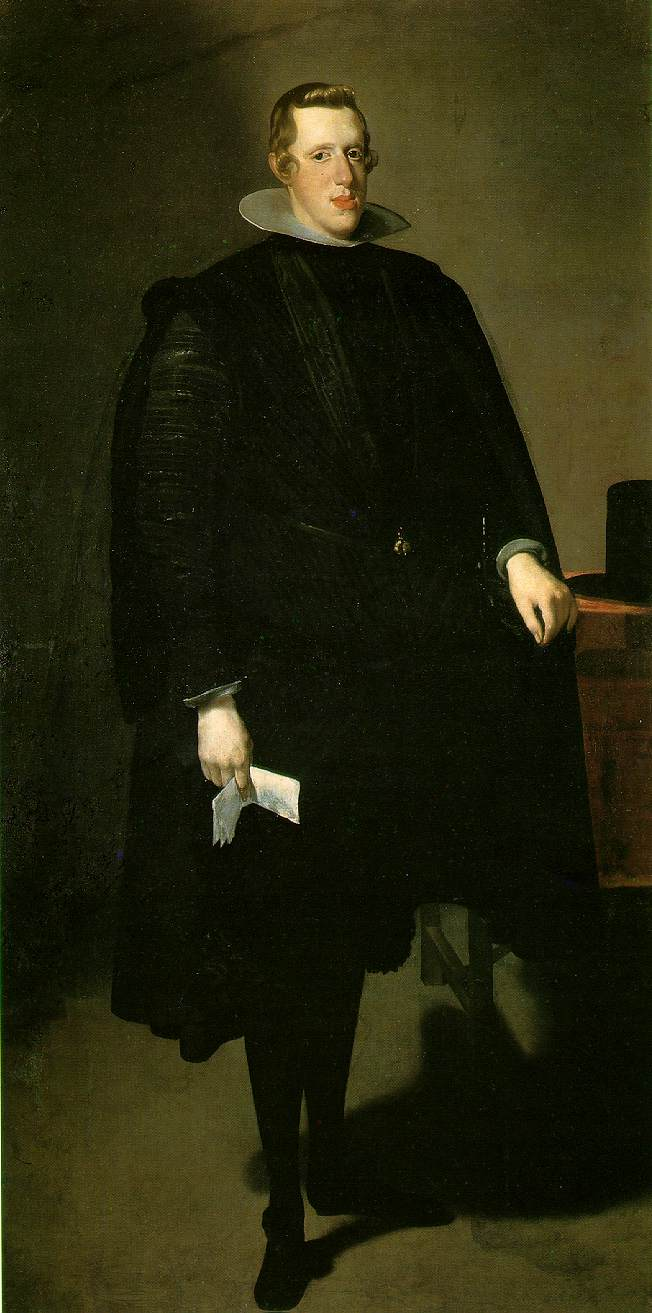
Felipe IV de pie, posiblemente boceto para el retrato real con coraza.

Cautivado por el primer retrato que le realizó Velázquez un año atrás, Felipe IV decidió retratarse de nuevo, ahora en 1624. Ambos cuadros guardan gran similitud entre sí —colores, posición del rey, atuendos, escenario...—, y con el Retrato del infante don Carlos. Los tres retratos forman parte de la primera etapa madrileña de Velázquez, que le permitió granjearse gran número de adeptos a su obra y ganar una beca para estudiar pintura en Italia. Olivares, el valido del rey, también quiso retratarse con Velázquez y el resultado fue el Retrato ecuestre del Conde-Duque de Olivares. Felipe IV de pie, se conserva en el Museo Metropolitano de Arte, Nueva York. El uso que se le dio a este cuadro fue ser un regalo para Carlos I de Inglaterra. Posteriormente, la Corona británica lo donó al gobierno de Estados Unidos.
Velázquez sigue la tradición de Antonio Moro y Alonso Sánchez Coello, al situar al rey en un ámbito neutro, libre de toda clase de colores que pudiesen afectar la composición. Felipe IV viste un atractivo traje negro, rematado por la cadena del Toisón de Oro. Su vestimenta es típica de la Edad Moderna. La mano del rey sobre la mesa simboliza su inmenso poder sobre los españoles —era llamado el «Rey Planeta»—. La cara del monarca, casi atónita, hizo que se le adjudicase el mote de «El rey pasmado». Al ser un cuadro de cuerpo entero, se cree que pudo haber sido un boceto para Felipe IV con coraza. Existen dudas acerca de cuál fue la obra que se pintó primero.

### Felipe IV a caballo

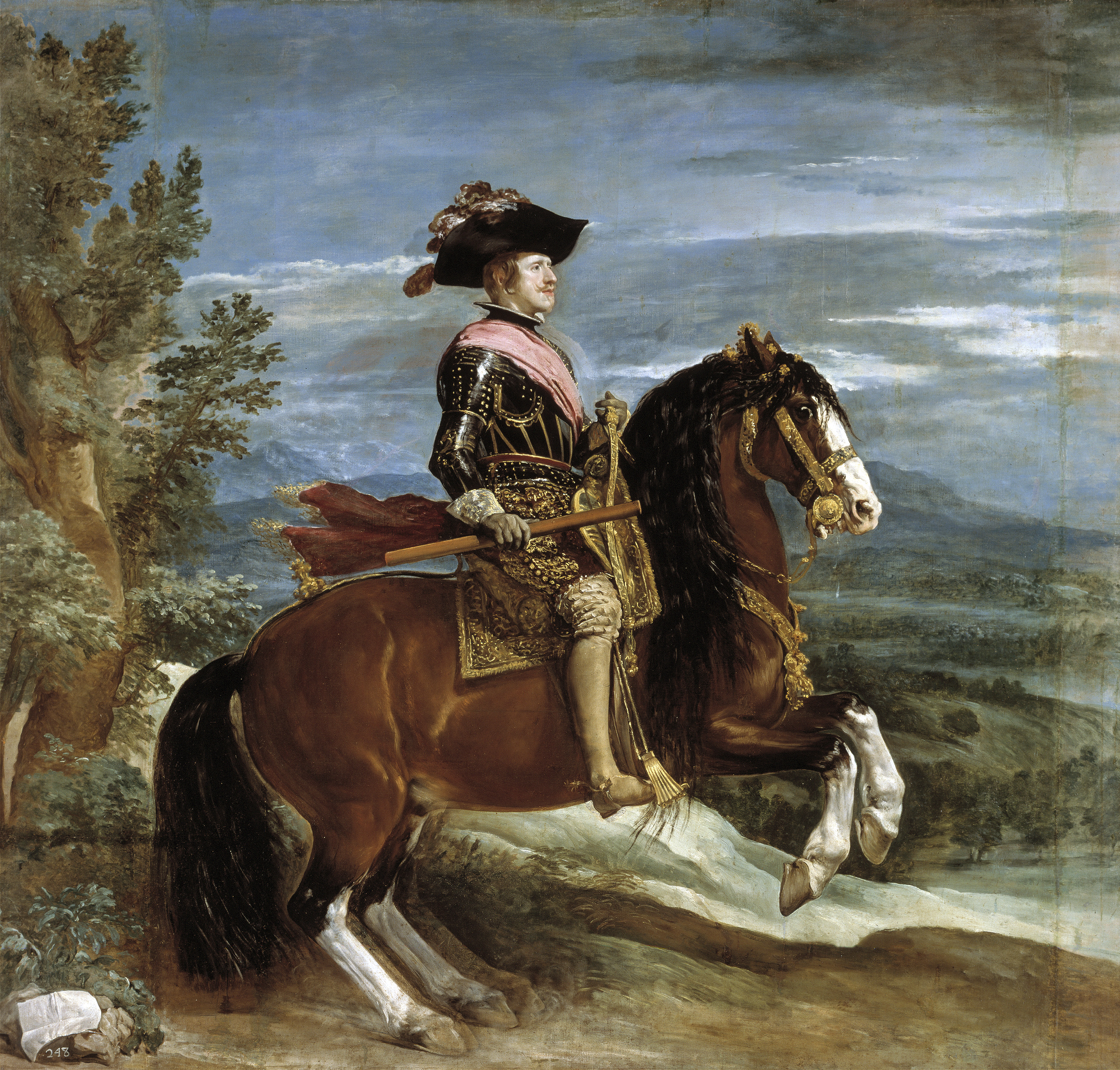
Felipe IV a caballo, obra maestra del Palacio del Buen Retiro.

Este retrato formó parte de una serie de retratos ecuestres para el Palacio del Buen Retiro, entre los que se encuentran El príncipe Baltasar Carlos a caballo, Retrato ecuestre de Isabel de Borbón, Felipe III a caballo y Retrato ecuestre de Margarita de Austria, siendo los dos últimos retratos póstumos. También pinta La rendición de Breda, pues también hizo representaciones de victorias españolas. El Salón de Reinos recibe este nombre pues allí se colocaron las obras, y servía para recepciones de monarcas y fiestas celebradas en su honor. Es exhibido en el Prado, Madrid. Posee medidas de 301 x 314 cm. No hay duda de que fue pintado entre 1633 y 1635, cuando Velázquez regresó de su primer viaje a Italia.
El incendio acaecido en el Buen Retiro hacia 1640, hace que Velázquez deba realizar correcciones en algunos cuadros. Tal es el caso de Felipe IV a caballo, donde la figura del monarca se inclina un poco para perfeccionar la posición de su busto. Además, Velázquez hace otros repintes a fin de paliar los daños.
En ocasiones se duda de su autenticidad. El original se exhibió en el Buen Retiro, pero Velázquez hizo otra copia para el escultor florentino Pietro Tacca —quien lo tomó de modelo para la estatua ecuestre del rey—. Sin embargo, el que se presenta actualmente en el Prado no tiene ciertas correcciones que la crónica de la época menciona sobre el del Buen Retiro. Algo que hace dudar de su autenticidad es la falta de esencia característica de Velázquez, especialmente en lo vinculado al paisaje.
El caballo tiene una elegante posición de perfil, realizando una corveta. Felipe IV se educó en una academia de equitación en Viena, por lo que pidió a Velázquez representarle como un caballero típico del siglo XVII. El monarca realiza un leve movimiento al tocar con sus espuelas la piel del caballo. El paisaje recuerda al Pardo, y es posible que allí se realice la acción. Para dar sentido de lejanía, Velázquez usa tonos verdes, plateados y azulados.
La pintura muestra al rey ejecutando la corveta, y ostentando símbolos de capitán general —como su bastón de mando, banda y sombrero—. Felipe IV deseaba dar a conocer su poderío y escogió hacerlo por medio de retratos. Sin muchos atuendos, Velázquez muestra al rey colosalmente, como el monarca había deseado. El mismo estilo siguió para los retratos de Baltasar Carlos.

### Felipe IV joven

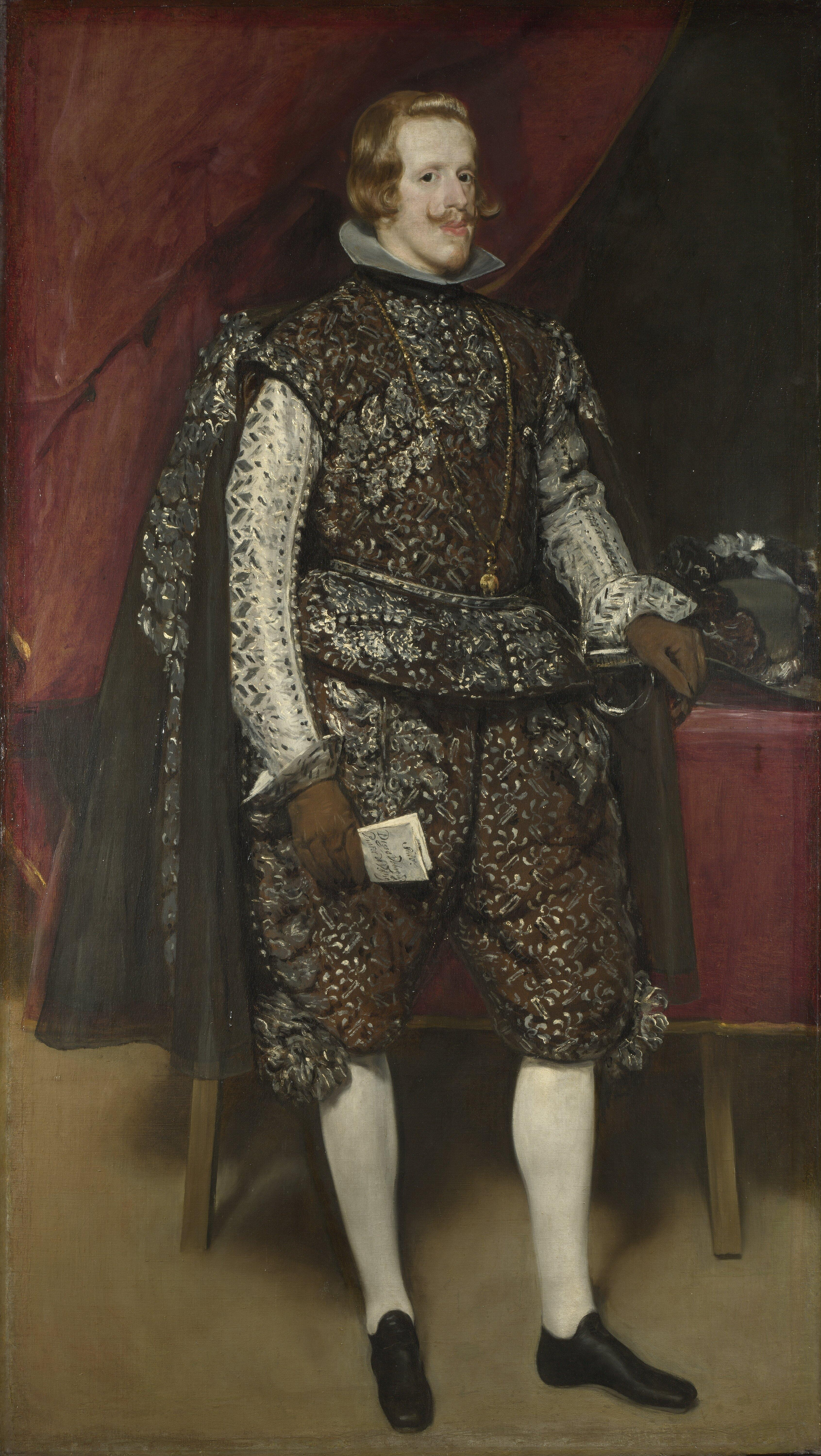
Philip IV of Spain in Brown and Silver, título con el que es exhibido en la National Gallery.

Este cuadro tiene la datación insegura: algunos historiadores afirman que es de 1631 o 1632, mientras que las fuentes originales lo sitúan en 1635. Se conserva en la National Gallery, de Londres, Reino Unido. Mide 199 x 213 cm.
Felipe IV era un joven de incipientes conocimientos, y al conocer a Velázquez decidió que le seguiría retratando. La razón fue el realismo mostrado por Velázquez, que no idealizaba a su retratado sino que lo hacía parecer más humano, con defectos y virtudes. En esta obra la luz hace más fuerte la escena y las tonalidades grises contrastan con el negro del fondo, distribuyendo las sombras en el suelo. El rey tiene la mano apoyada sobre la mesa, símbolo de poder. Sin duda, el elemento característico del rey en este cuadro es el traje de plata y castaño que ostenta. Durante su época fue el retrato más conocido y cotizado.
Fue realizado luego del primer viaje italiano de Velázquez a Italia, hacia la década de 1630, por lo que tiene rasgos de la escuela veneciana en el colorido. El rey porta la cadena de la Orden del Toisón de Oro. Es un retrato a tamaño natural, característica poco usual en la época.

### Felipe IV cazador

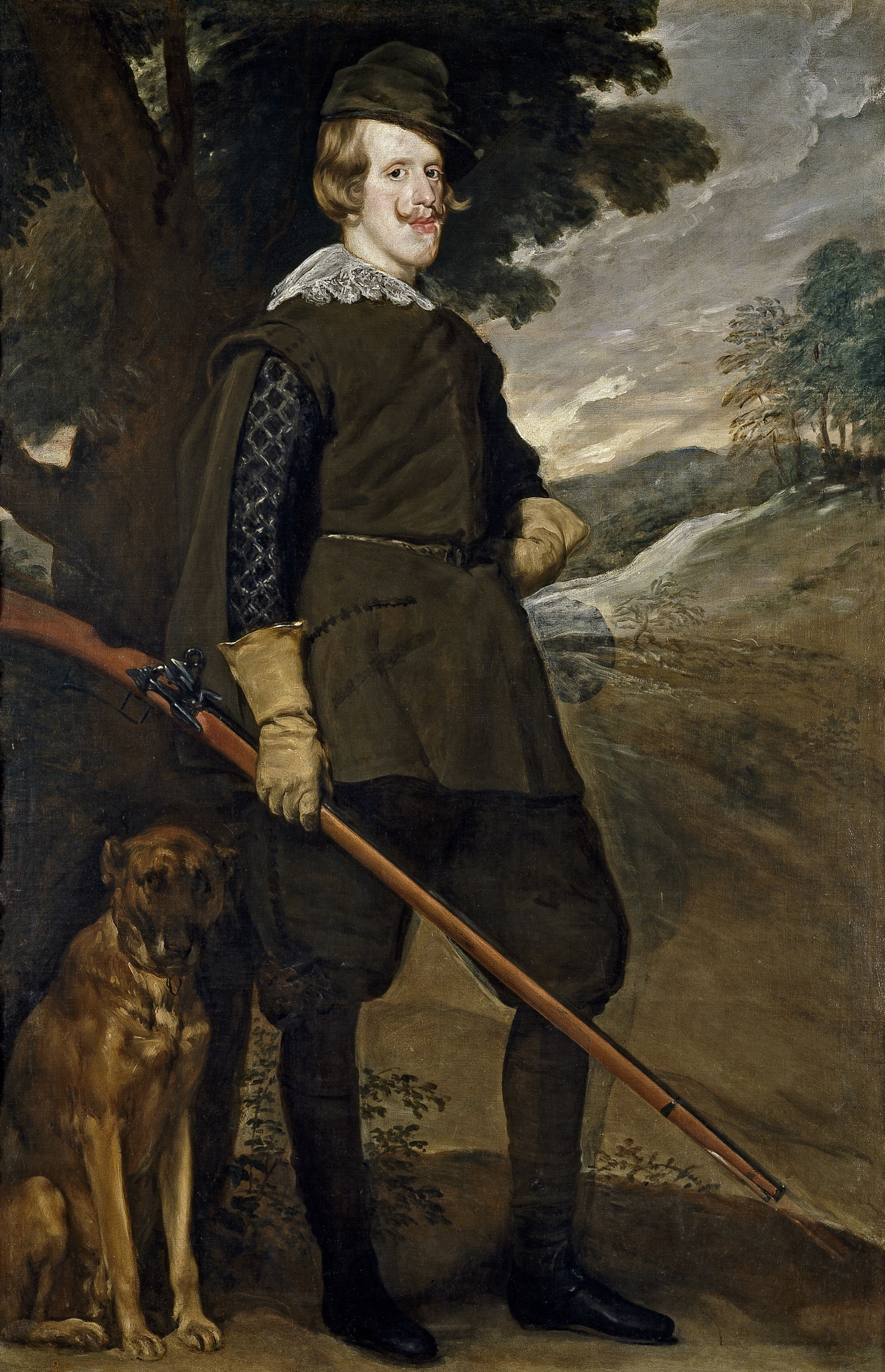
Felipe IV, cazador (1636). Formó parte del conjunto para la Torre de la Parada, junto a los retratos de Fernando, cardenal infante y del príncipe Baltasar Carlos.

Destinada a la Torre de la Parada, inaugurada en 1636. Esta fecha se suele poner como localización de la obra, es decir, entre 1634 y 1636. Junto a este retrato Velázquez hizo otros dos, a saber: El príncipe Baltasar Carlos cazador y Don Fernando de Austria cazando. Con estas tres obras cerraba el ciclo de la Sala del Rey, principal aposento de la torre. Con el tiempo pasó al Prado, teniendo un tamaño de 191 x 216 cm.
Este retrato tiene algunas correcciones hechas años después de su realización. El original tenía rasgos diferentes a éste, sobre todo en la posición del rey —brazos, piernas, la gorra que usa el monarca—. Esto se debe a que Velázquez no realizó ningún boceto preparatorio, pues lo hizo directamente. No usa tantos atuendos como en otros retratos, pues el rey desea mostrarse tal cual es.
Las sucesivas restauraciones al cuadro han hecho que se le produzca una capa que impide distinguir los paisajes correctamente. Es de especial importancia el perro del rey, que con cautela vigila a su amo. Posiblemente el paisaje sea cercano al Palacio del Pardo, residencia favorita de Isabel de Borbón.
En Felipe IV cazador, el rey viste un sencillo traje que armoniza el resto de la composición. Las pinceladas recuerdan a Cabeza de venado, la preferida por el rey entre las obras de la Torre de la Parada, que guarda cierta similitud con ésta, también muy apreciada por Felipe IV y por toda la familia real en sí.

### Felipe IV en Fraga

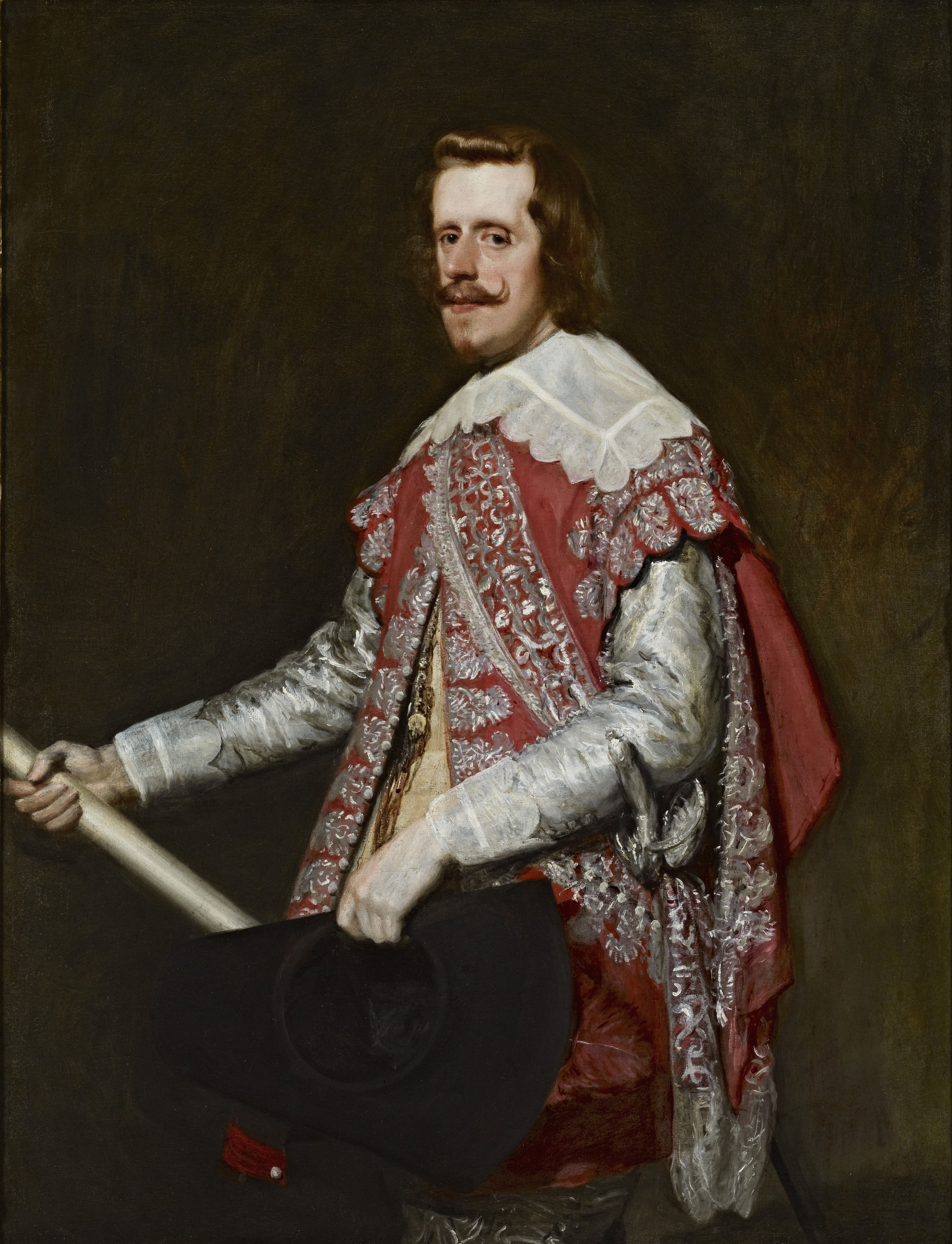
Felipe IV en Fraga, producida durante la Sublevación de Cataluña en 1640. De esa época data también El bufón Don Sebastián de Morra.

Es el primer retrato del rey pintado en la decadencia de su imperio, concretamente al inicio de ésta. Al alborear la década de 1640, la monarquía española perdió el dominio de Portugal, que había estado unida al resto de reinos hispánicos desde 1580. En 1640, la crisis política en Cataluña se agrava y los catalanes se sublevan en contra de Felipe IV. El rey decide ponerse al frente de sus tropas y se asienta en Fraga, a donde le acompaña Velázquez. Fruto de esa época es este cuadro. Lo posee actualmente la Frick Collection, sita en Nueva York. Mide 133 x 98 cm.
El rostro del rey tiene un avanzado deterioro, quizá provocado por el sinnúmero de conflictos en los que se vio inmerso a partir de 1640. Además, sufre dos importantes pérdidas en esa época: la de su esposa Isabel (1644, año del que data este cuadro) y la de su hijo mayor y virtual heredero, Baltasar Carlos (1646). Todas estas penas son reflejadas en su semblante, cansado y agobiado por todo lo malo a su alrededor. Sin embargo, no deja de vestir sus más fastuosas ropas, para dar impresión de su poder. Con esto pretende infligir una sensación de fortaleza, ante todo, pues las pérdidas materiales y emocionales no han hecho, supuestamente, mella en su persona. Hacia 1649, el cuadro se usó para presentarlo a la prometida del rey, la archiduquesa Mariana de Austria. Consciente de que Velázquez será implacable y ha de mostrarle tal como es, ya no posará frecuentemente para el pintor. De hecho, sólo se dejará pintar nuevamente en tres ocasiones más.

### Felipe IV con un león a los pies
Forma pareja con el retrato de Mariana de Austria, reina consorte, también realizado en 1652. A la vez, Velázquez realiza un pequeño retrato de la infanta Margarita Teresa, en 1654. Los tres cuadros se conservan en el Museo del Prado, Madrid. Más éste mide 231 x 131 cm.
La crítica es divergente en cuanto a la autoría de esta pintura. Algunos —la mayoría— la atribuyen a Velázquez, pero los tonos menores con respecto a los cuadros de Mariana de Austria y de la infanta hacen dudar de nuevo. Además, el uso de armaduras y otros elementos de rango superior —como el león, la espada y demás—, no es propio del maestro sevillano. Aun así, tiene grandes rasgos velazqueños, lo que por momentos recuerda al aprendiz y yerno de Velázquez, Juan Bautista Martínez del Mazo —autor de Vista de Zaragoza en 1647 y La cacería del tabladillo en Aranjuez—.
El rey tiene, de nuevo, una mirada que denota su preocupación ante el derrumbe de España como potencia. Dos elementos que destacan en la composición son: la banda de capitán general del rey y su armadura, además del altísimo contraste de colores entre las botas y el fondo negro. El león a los pies del soberano parece un boceto, lo cual indicaría que aún no ha sido terminado.

### Las Meninas (Familia de Felipe IV)

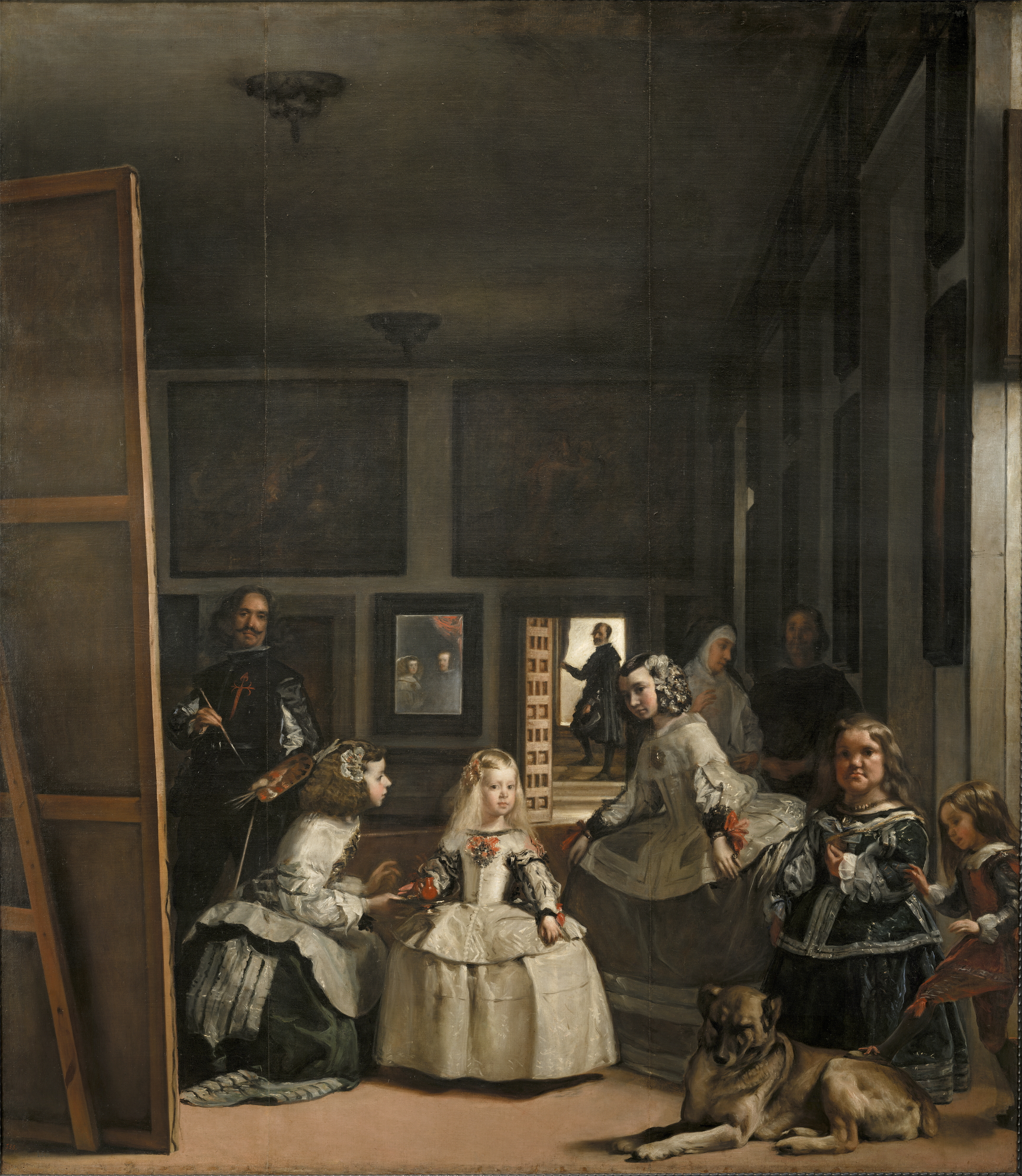
Las Meninas, obra maestra de Velázquez.

Conocido popularmente desde el siglo XIX como «Las Meninas», La familia de Felipe IV es, probablemente, la obra más importante de Velázquez, y un estandarte de su trabajo pictórico. Fue pintado en 1656.
Este lienzo figuraba en los inventarios del Palacio Real de Madrid con el título de El cuadro de la familia. Más tarde, aparece catalogado en el Museo del Prado en 1743 por su director don Pedro de Madrazo con el nombre de Las Meninas, título que tuvo un gran éxito literario y que ha perdurado hasta nuestros días. 
Felipe IV y su esposa Mariana de Austria, en la lejanía del cuadro, se reflejan en un espejo detrás del pintor. Con el espejo, se desvela qué pinta Velázquez: a los reyes, que posan "fuera del cuadro", más o menos en el lugar donde está el espectador. Es un truco que nos integra en la pintura, fusionando realidad y apariencia.

### Último retrato de Felipe IV
Hace nueve que años que no me hace un retrato, pero no me decido, por no someterme a su flema y también por no verme envejecido.
Felipe IV sobre Velázquez, 1653.

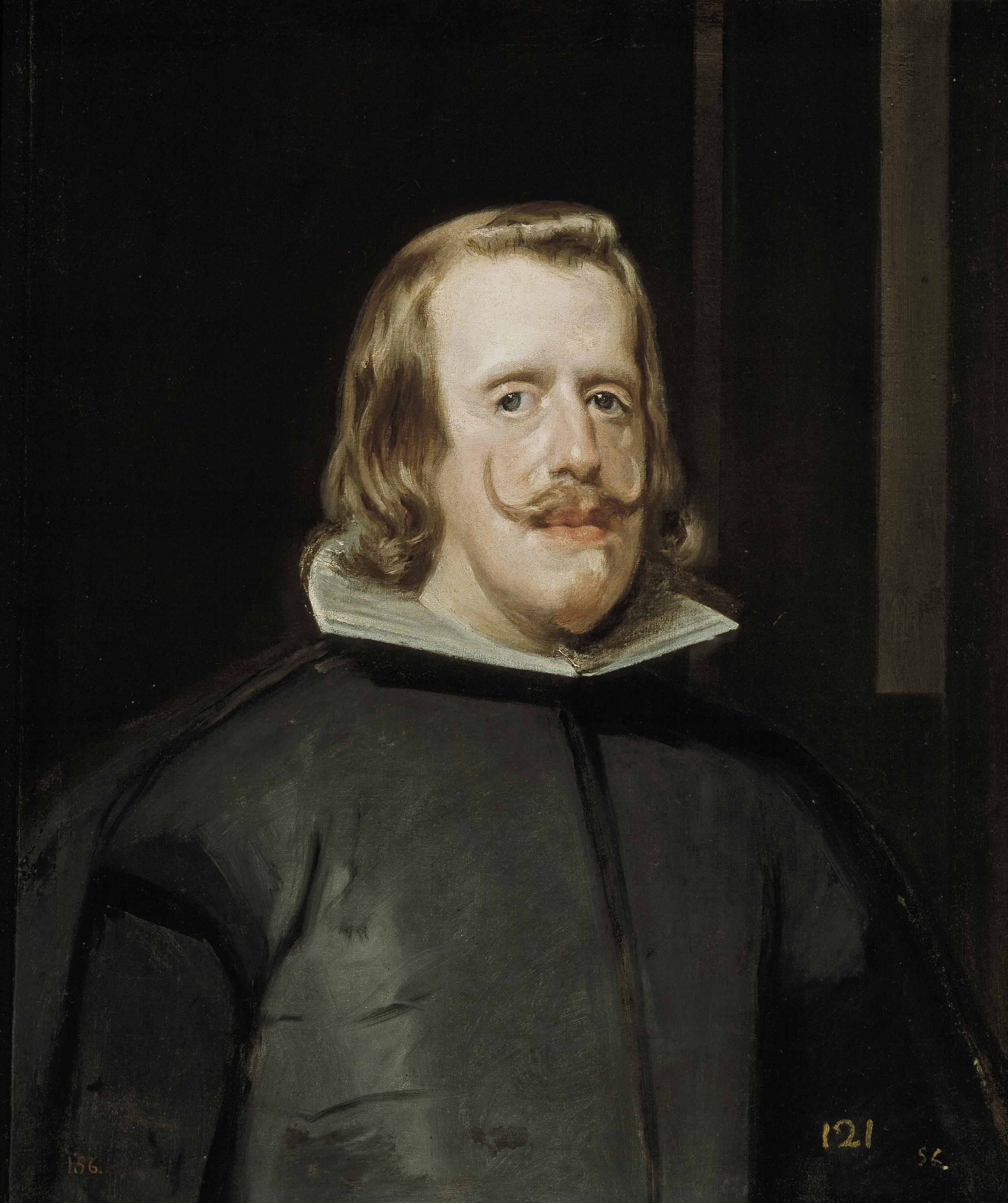
Último retrato de Felipe IV, a los cincuenta y dos años, con un cansancio por demás notable.

Es el último retrato real hecho por Velázquez. A pesar de que le muestra con respeto y dignidad propios de su clase, se observan en el rostro del soberano los rasgos propios de su edad, cansancio y atosigamiento por las preocupaciones de un reino encaminado hacia la decadencia. La precisión con que el cuello está realizado advierten la larga cabellera, ya no a la moda española, sino a la francesa, dominante para entonces en todo el mundo. Es muy parecido al retrato hecho por Velázquez de Felipe IV, conservado en la National Gallery, de Londres. Éste es propiedad del Museo del Prado, fue realizado en 1657, y mide 69 x 56 cm.
Sus enemigos le denominaban «Felipe el Grande», a semejanza de un pozo que, al ser despojado de más tierras, se hacía más grande. Con cincuenta años de edad encima, el rey es un hombre acabado y su única esperanza son sus dos hijos: Margarita —descrita por Felipe como «mi alegría»—, y Felipe Próspero —que recibió ese nombre por la alegría que se sintió en la corte al conocerse su nacimiento—.

### Retrato de Felipe IV (National Gallery de Londres)

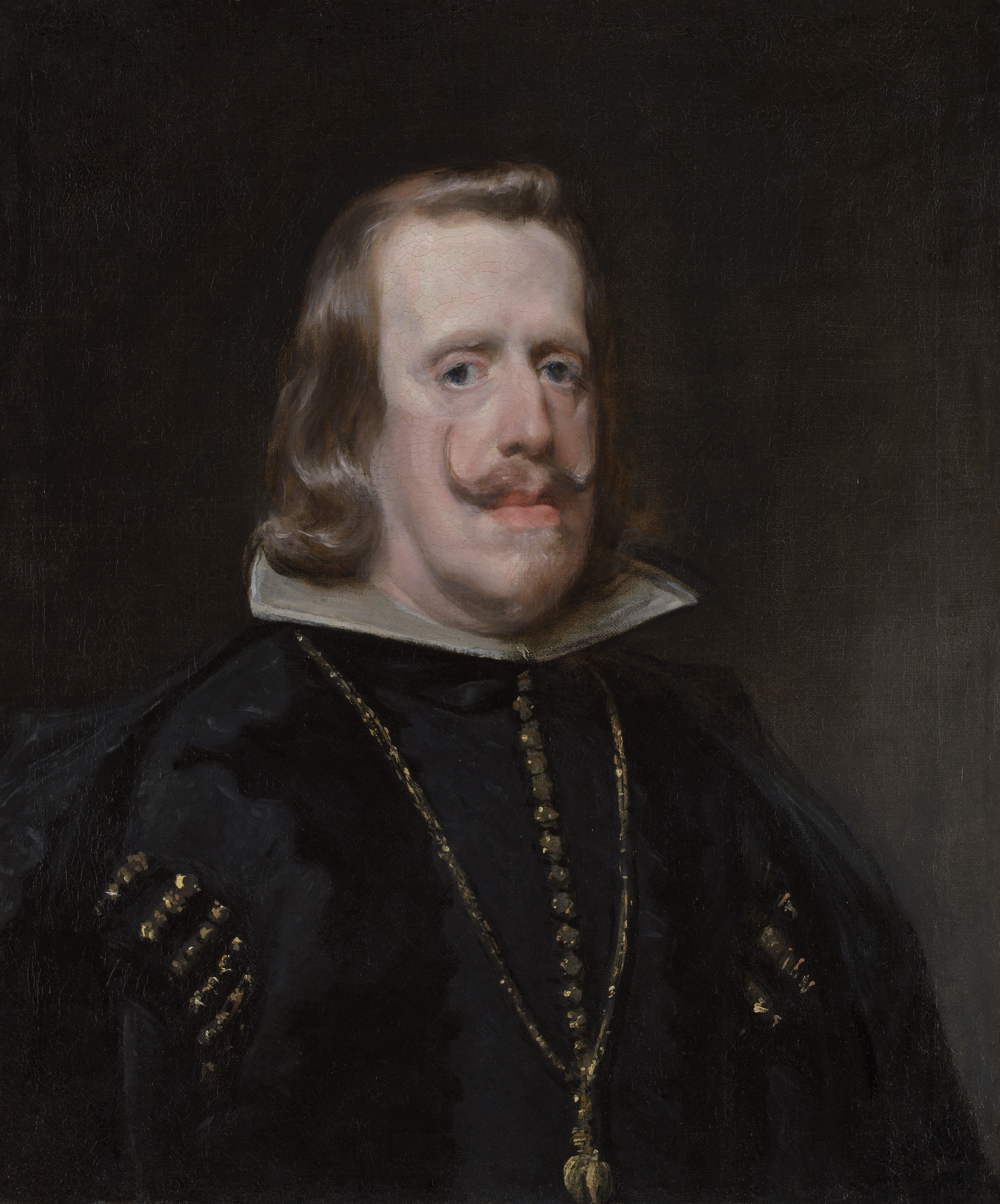
Retrato de Felipe IV en la National Gallery de Londres.

Muy similar al anterior, especialmente en las facciones cansadas del rey y su preocupación por el fin de su reino. Sin embargo, se aprecian ciertas diferencias. El del Prado es un retrato más claro, pero el de la National Gallery es más oscuro y de tonalidades negruzcas, además Felipe muestra la cadena del Toisón de Oro y tiene una mirada más intensa y penetrante.
De nuevo, lo que Velázquez pretende dar a entender es que el verdadero sentido de un retrato no está en los adornos a su alrededor, sino en el sentido de la faz del retratado.
Posiblemente sea un boceto para el retrato del rey en Las Meninas, junto al de su esposa, Mariana de Austria. Ambos se reflejan en un espejo.